# Plectris bilobata
Plectris bilobata är en skalbaggsart som beskrevs av Moser 1921. Plectris bilobata ingår i släktet Plectris och familjen Melolonthidae. Inga underarter finns listade i Catalogue of Life.